# 沙沃十字路站
沙沃十字路站（法語：Croix de Chavaux），副站名雅克·杜克洛广场站（法語：Place Jacques Duclos），是巴黎地鐵的一個車站，因車站位於沙沃十字路，固而得名。沙沃十字路站位於巴黎東郊的蒙特勒伊。沙沃十字路站開通於1937年10月14日，是巴黎地鐵9號線延伸工程的一部分。

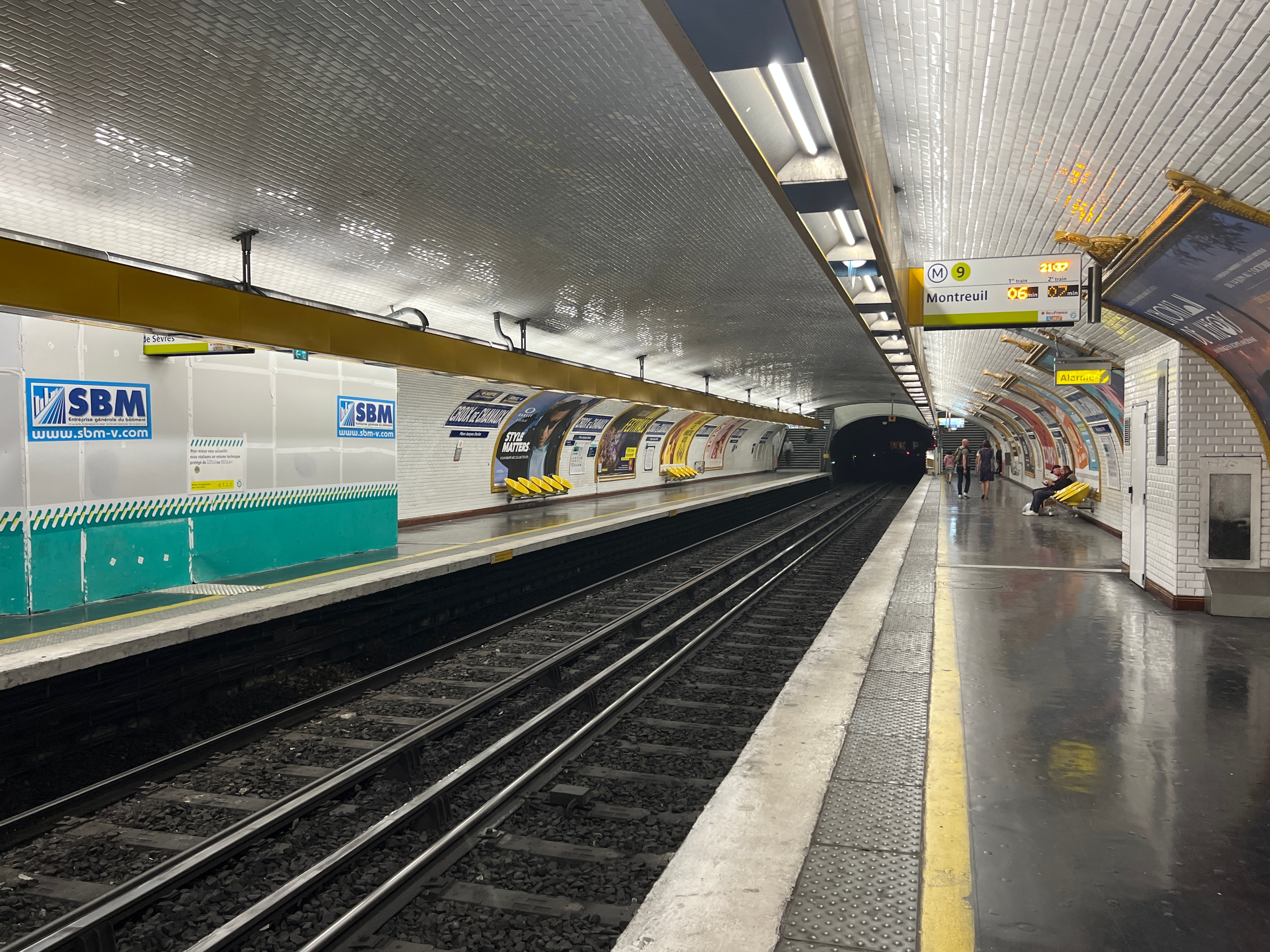
月台（2022年6月）

## 車站結構
| 街道層    |                    |                          |
| B1        | 夾層               |                          |
| 9號線月台 | 側式月台，右側開門 | 側式月台，右側開門       |
| 9號線月台 | 西行               | 往塞夫爾橋（羅伯斯庇爾） |
| 9號線月台 | 東行               | 往蒙特勒伊市政府（總站） |
| 9號線月台 | 側式月台，右側開門 |                          |